# Das Spitzentuch der Königin
Das Spitzentuch der Königin (titre français : Le Mouchoir en dentelle de la Reine) est une opérette en trois actes de Johann Strauss II sur un livret de Heinrich Bohrmann-Riegen et Richard Genée. Elle est donnée pour la première fois le 1er octobre 1880 au Theater an der Wien.

## Synopsis
1580. Le roi du Portugal est incapable de gouverner son pays. Il se repose sur le duc Villalobos. Il est impopulaire auprès de ses sujets. Quand le poète Cervantes se moque du duc dans une chanson, il est arrêté. Mais le roi ordonne sa libération et le dit à sa femme qui apprécie son œuvre. La reine tombe amoureuse du poète et lui laisse un mouchoir en dentelle. Elle lui écrit : La reine t'aime, mais tu n'es pas le roi. Lorsque Cervantes le lit, il pense qu'il s'agit d'un message pour le roi. Il va le voir et lui conseille de garder un œil sur son chef de gouvernement.
Le duc Villalobos découvre le mouchoir qui est tombé de la poche de Cervantes. Il le prend et le donne au roi. Ce dernier croit aussitôt que la reine a une liaison avec le poète. Il interdit à Cervantes d'approcher son épouse. De même, il envoie sa femme dans un couvent.
Cervantes se trouve dans une auberge proche du couvent. Quand il entend ce qui s'est passé, il veut reformer le couple royal. Avec des complices, déguisés en voleurs, il enlève la reine et la ramène au palais. Ce jour-là, le roi est de repos. Déguisée en servante, elle lui apporte son plat préféré. Il la reconnaît. Cervantes raconte au roi une histoire pour qu'il pardonne à son épouse. Le couple se remet et offre une fête à la cour.

## Musique
La valse Les roses du sud (Rosen aus dem Süden), op. 388, écrite en 1880, s'inspire du Trüffel-Couplet au premier acte et de la romance Wo die wilde Rose erblüht du deuxième acte.

## Source
- (de) Cet article est partiellement ou en totalité issu de l’article de Wikipédia en allemand intitulé « Das Spitzentuch der Königin » (voir la liste des auteurs).